# دهنگدیو سیدان
دهنگدیو سیدان (به انگلیسی: Dhangdev Saiyidan) یک شهر در پاکستان است که در ناحیه پایتختی اسلام‌آباد واقع شده‌است. دهنگدیو سیدان ۴۳۸ متر بالاتر از سطح دریا واقع شده‌است.